# Cantone di Tude-et-Lavalette
Il Cantone di Tude-et-Lavalette è una divisione amministrativa dell'arrondissement di Angoulême e dell'arrondissement di Cognac.
È stato costituito a seguito della riforma approvata con decreto del 20 febbraio 2014, che ha avuto attuazione dopo le elezioni dipartimentali del 2015.

## Composizione
Comprende i 56 comuni di:
- Aignes-et-Puypéroux
- Aubeterre-sur-Dronne
- Bardenac
- Bazac
- Bellon
- Bessac
- Blanzaguet-Saint-Cybard
- Bonnes
- Bors
- Brie-sous-Chalais
- Chadurie
- Chalais
- Charmant
- Châtignac
- Chavenat
- Combiers
- Courgeac
- Courlac
- Curac
- Deviat
- Édon
- Les Essards
- Fouquebrune
- Gardes-le-Pontaroux
- Gurat
- Juignac
- Juillaguet
- Laprade
- Magnac-Lavalette-Villars
- Médillac
- Montboyer
- Montignac-le-Coq
- Montmoreau-Saint-Cybard
- Nabinaud
- Nonac
- Orival
- Palluaud
- Pillac
- Poullignac
- Rioux-Martin
- Ronsenac
- Rouffiac
- Rougnac
- Saint-Amant-de-Montmoreau
- Saint-Avit
- Saint-Eutrope
- Saint-Laurent-de-Belzagot
- Saint-Laurent-des-Combes
- Saint-Martial
- Saint-Quentin-de-Chalais
- Saint-Romain
- Saint-Séverin
- Salles-Lavalette
- Vaux-Lavalette
- Villebois-Lavalette
- Yviers